# Partia Socjalistyczna (Walonia)
Partia Socjalistyczna (fr. Parti Socialiste, PS) – belgijska, frankofońska partia polityczna o profilu socjaldemokratycznym, działająca na terenie Walonii i Regionu Stołecznego Brukseli.

## Historia
PS powstała w 1978 w wyniku ostatecznego podziału Belgijskiej Partii Socjalistycznej na ugrupowanie flamandzkich socjalistów i walońską Partię Socjalistyczną, posiadającą także swój oddział we wspólnocie niemieckojęzycznej (Sozialistische Partei). Partia Socjalistyczna od czasu swojego powstania brała udział w wielu koalicjach rządowych. W opozycji na szczeblu krajowym znajdowała się w latach 1981–1988, tj. w okresie trzech rządów Wilfrieda Martensa.
Socjaliści wielokrotnie obejmowali urząd ministra-prezydenta wspólnoty francuskiej, premiera Walonii oraz ministra-prezydenta regionu stołecznego Bruksela (1989–1999 i od 2004), ministra-prezydenta wspólnoty niemieckojęzycznej.
W przedterminowych wyborach parlamentarnych w 2010 partia po raz kolejny zwyciężyła w Regionie Walońskim, uzyskując (w skali kraju) około 13,7% głosów, co przełożyło się na 26 mandatów w Izbie Reprezentantów i 7 w Senacie. W 2011, po wielomiesięcznych negocjacjach, jej lider Elio Di Rupo stanął na czele rządu. W 2014 walońscy socjaliści znaleźli się w opozycji wobec władz federalnych. Pozostawali w niej do 2020, kiedy to ponownie współtworzyli koalicję rządową na szczeblu centralnym. W 2025 PS ponownie przeszła do opozycji.

## Wyniki wyborcze
Wybory do Izby Reprezentantów:
- 1978: 12,5% głosów, 31 mandatów[5]
- 1981: 12,7% głosów, 35 mandatów
- 1985: 13,8% głosów, 35 mandatów
- 1987: 15,6% głosów, 40 mandatów
- 1991: 13,5% głosów, 35 mandatów
- 1995: 11,9% głosów, 21 mandatów
- 1999: 10,2% głosów, 19 mandatów
- 2003: 13,0% głosów, 25 mandatów
- 2007: 10,9% głosów, 20 mandatów
- 2010: 13,7% głosów, 26 mandatów
- 2014: 11,7% głosów, 23 mandaty
- 2019: 9,5% głosów, 20 mandatów
- 2024: 8,0% głosów, 16 mandatów[6]

## Przewodniczący
- 1978–1981: André Cools
- 1981–1992: Guy Spitaels
- 1992–1999: Philippe Busquin
- 1999–2011: Elio Di Rupo
- 2011–2013: Thierry Giet (p.o.)[7]
- 2013–2014: Paul Magnette (p.o.)
- 2014–2019: Elio Di Rupo
- od 2019: Paul Magnette[8]